# 万安单极虫
万安单极虫（学名：Thelohanellus wananensis）为单极科单极虫属的动物。在中国，分布于江西等，营寄生生活，寄生在鲤的鳃。